# Radar

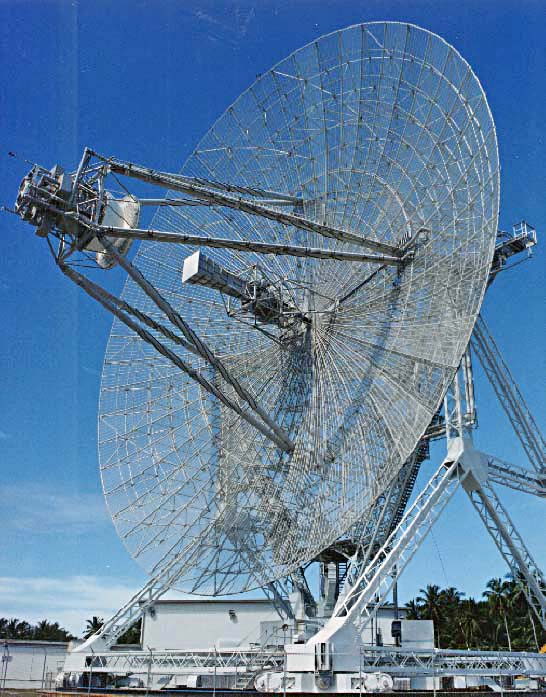
Antenna radar a lunga portata (diametro 40 m) può ruotare per controllare qualsiasi settore nell'intero orizzonte.

Il radar (acronimo dell'inglese «radio detection and ranging», in italiano: "radiorilevamento e misurazione di distanza"), anche detto radiorilevatore, è un sistema che sfrutta onde radio o microonde per rilevare e determinare la posizione ed eventualmente la velocità di oggetti sia fissi che mobili, come aerei, navi, veicoli, formazioni atmosferiche o il suolo.

## Storia

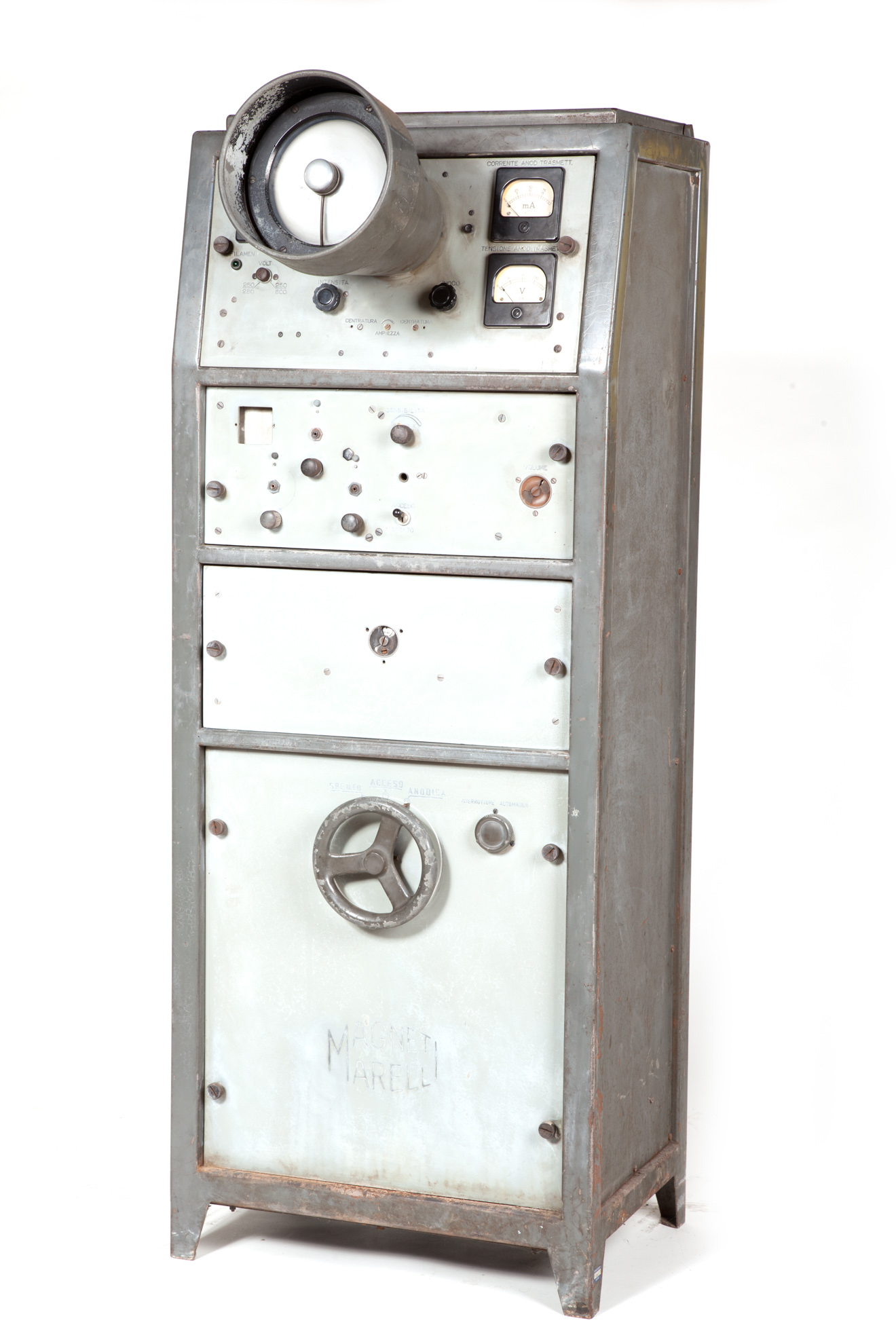
Visore radar "Folaga" della Magneti Marelli, 1941 circa, conservato presso il Museo nazionale scienza e tecnologia "Leonardo da Vinci", Milano.

Fin dal 1886, Heinrich Hertz aveva dimostrato che le onde radio possono essere riflesse da oggetti solidi. Nel seguito, le ricerche di numerosi inventori, scienziati e ingegneri si susseguirono per arrivare infine allo sviluppo del radar. Per esempio, Aleksandr Popov nel 1897 osservò che era possibile rilevare la presenza di una nave mediante onde radio, ma non portò avanti ulteriori ricerche in questo ambito. Il primo a usare le onde radio per segnalare «la presenza di oggetti metallici distanti» fu Christian Hülsmeyer, il quale nel 1904 dimostrò che era possibile rilevare la presenza di una nave nella nebbia, inizialmente senza individuare la sua distanza, poi nell'aprile di quello stesso anno riuscì a determinare anche questa. Nel settembre 1904 brevettò un vero e proprio sistema di telerilevamento, che chiamò telemobiloscopio, ma non ottenne l'attenzione sperata dai militari tedeschi a cui ne aveva mostrato il funzionamento. Negli anni successivi, altri contributi vennero anche da Robert Watson-Watt, Arnold Wilkins, Albert Hoyt Taylor, Leo C. Young e altri ancora.
In Italia, nel 1922 Guglielmo Marconi si interessò all'idea di un radiotelemetro per localizzare a distanza mezzi mobili e nel 1933 ne propose la realizzazione a un gruppo di militari italiani, tra i quali il col. Luigi Sacco; quest'ultimo, convinto della validità e dell'importanza dell'idea, la affidò all'ing. Ugo Tiberio, un giovane e brillante ufficiale, che negli anni seguenti portò avanti le ricerche e realizzò diversi prototipi, ma non ottenne le risorse e i fondi necessari per arrivare a un sistema di telerilevamento operativo italiano; i vertici della Marina non credettero fino in fondo al progetto di Tiberio ma dopo la disfatta di capo Matapan (28-29 marzo 1941), dovuta anche all'uso del radar da parte degli inglesi, la ricerca sul radiotelemetro ebbe finalmente i fondi necessari per realizzare i primi radar italiani, denominati Gufo e Folaga.
Prima della seconda guerra mondiale, sviluppatori statunitensi, tedeschi, francesi, olandesi, giapponesi, sovietici e principalmente britannici tentarono di sfruttare il radar come sistema di difesa contro gli attacchi aerei in sostituzione dei precedenti aerofoni, o come sistema di rilevamento per le navi. Nel 1936 l'ungherese Zoltán Bay fu il primo a produrre un modello funzionante nei laboratori della Tungsram. La guerra portò ad un'accelerazione della ricerca, al fine di trovare la migliore risoluzione e portabilità per le nuove esigenze difensive. Nel dopoguerra l'uso del radar si è ampiamente diffuso anche in ambito civile per il controllo del traffico aereo civile, le rilevazioni meteorologiche e la misurazione delle velocità automobilistiche.

### Etimologia
Il termine "radar" fu coniato nel 1940 dalla marina militare degli Stati Uniti d'America, come acronimo di radio detection and ranging. Il termine, con il tempo, è entrato a far parte non solo della lingua inglese ma anche delle lingue di molte altre nazioni, divenendo nome comune.
Nel Regno Unito inizialmente il radar fu chiamato "RDF", sigla dell'inglese "range and direction finding" (traduzione letterale: "individuazione di distanza e direzione"). "RDF" fu scelto dal segretario del Tizard Committee, Albert Percival Rowe, in quanto già diffuso come sigla dell'inglese "radio direction finder" (traduzione letterale: "individuatore radio di direzione"), espressione utilizzata nella lingua inglese per indicare il dispositivo in grado di determinare la direzione e il verso di propagazione delle onde radio. Tale scelta era finalizzata a mantenere segreto il nuovo dispositivo che oggi conosciamo come "radar".

## Descrizione

### Principi fisici

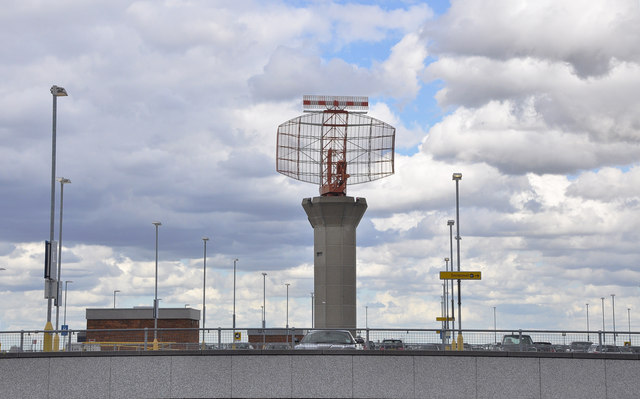
Radar di sorveglianza per il controllo del traffico aereo

Il funzionamento del radar si basa sul fenomeno fisico della dispersione della radiazione elettromagnetica (backscattering) che si verifica quando questa colpisce un oggetto di dimensioni maggiori della lunghezza d'onda della radiazione incidente (in caso contrario si ha diffusione dell'onda in una qualsiasi direzione casuale oppure diffrazione). La radiazione di ritorno può essere rilevata dall'antenna ricevente dopo un certo tempo t pari al doppio del tempo di propagazione antenna - bersaglio; conoscendo la velocità di propagazione dell'onda elettromagnetica nel mezzo considerato (aria) è possibile risalire facilmente alla distanza del bersaglio ed alla sua posizione angolare (azimuth) rispetto al sistema di riferimento in maniera pressoché continua nel tempo operando una scansione periodica dello spazio circostante tramite antenne ad elevata direttività.
Un sistema radar si compone di un trasmettitore di onde radio, almeno un'antenna (quindi con funzione sia trasmittente che ricevente), una guida d'onda di alimentazione e collegamento con la parte di trasmissione/ricezione disaccoppiate tramite un duplexer ed infine di apparati elettronici di ricezione ed elaborazione del segnale elettromagnetico ricevuto. Il ricevitore solitamente, ma non necessariamente, è posto nella stessa posizione del trasmettitore venendo spesso a coincidere con esso. A questi componenti si aggiunge anche una base dei tempi, un dispositivo simile ad un orologio in grado di misurare intervalli di tempo molto piccoli in modo molto accurato e preciso. Infine il segnale eco rilevato è opportunamente visualizzato su un visore bidimensionale mostrando la misura della distanza e della velocità del bersaglio rispetto ad un sistema di riferimento solidale con il ricevitore stesso o con il radarista.

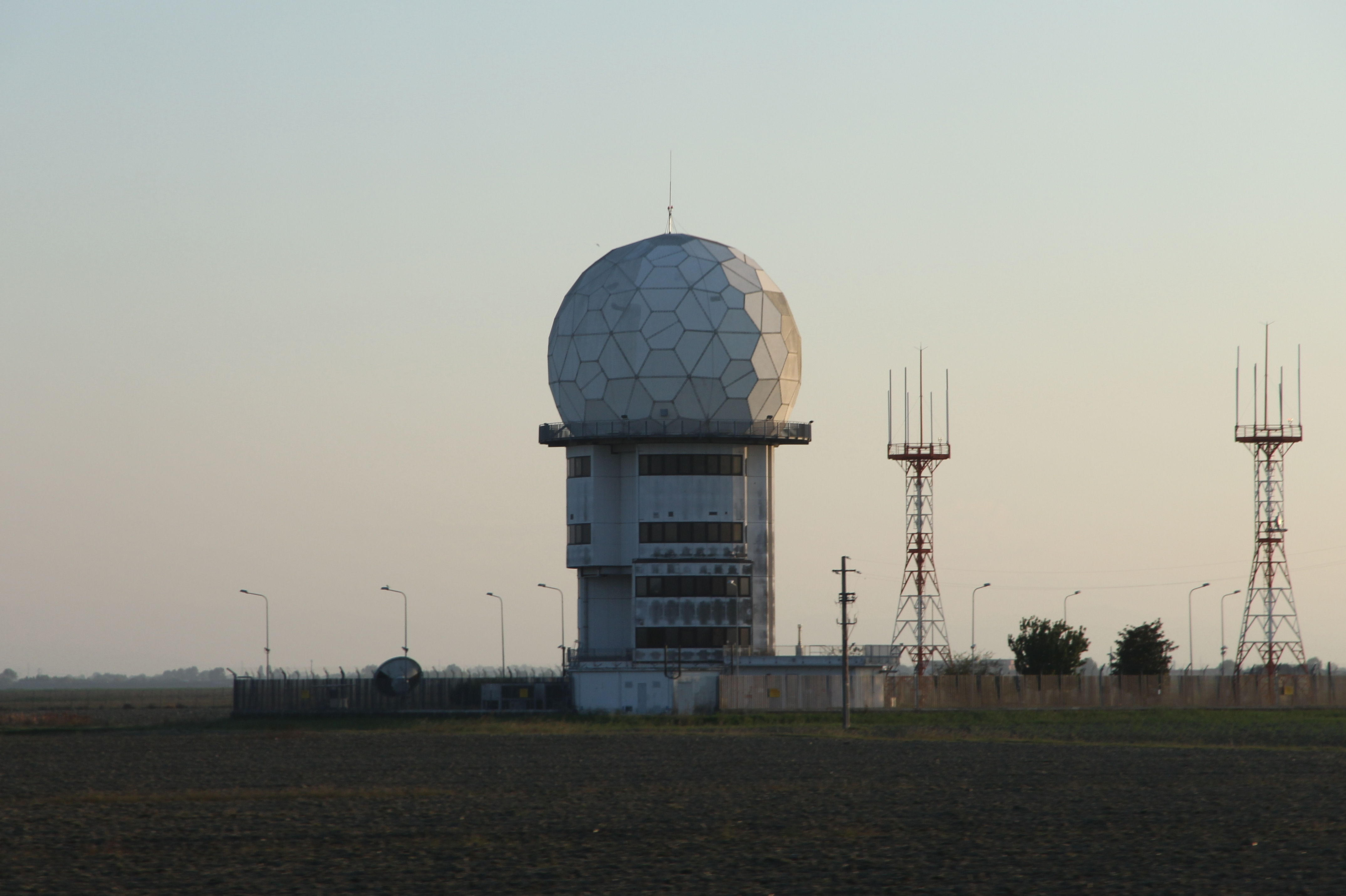
Il radar dell'aeroporto di Ravenna, (protetto da un radome)

### Tipi di radar
In generale un radar può essere monostatico, ovvero con una sola antenna trasmittente/ricevente, oppure bistatico/multistatico, ovvero con due o più antenne, di cui una preposta alla trasmissione del segnale e le altre preposte alla ricezione dell'eco scatterato e che possono essere sparse su un territorio, quindi anche molto distanti dalla prima. Si distinguono inoltre radar ad impulsi e radar ad onda continua.
I radar progettati per il monitoraggio costante della velocità radiale di un target, oltre che della posizione, sfruttano l'effetto Doppler e vengono perciò detti radar Doppler.
Nell'aviazione di oggi è molto usato un particolare radar, il Radar secondario di sorveglianza, che si basa sul contributo di un dispositivo montato a bordo dell'aeromobile detto transponder, il quale è un sistema radio che interrogato dall'impulso radio in arrivo, emette un brevissimo impulso di risposta contenente, in forma codificata, una sigla caratteristica dell'aereo assegnata dal controllore del traffico aereo. Questa sigla viene poi visualizzata sullo schermo radar dei controllori di volo. Questa tecnologia deriva dai sistemi IFF (Identification friend or foe) progettati per usi militari.
Oltre alla sigla di identificazione i transponder sono in grado di comunicare al radar secondario (che nel caso civile quindi si comporta in pratica da sistema di comunicazione) la quota barometrica e nei modelli più recenti persino la posizione GPS.

### Frequenze operative

Irradiazione quasi omni-direzionale di onde radio da parte di un'antenna a dipolo (le antenne radar sono in realtà direttive su un asse verticale rotante)

Come in tutte le applicazioni di radiocomunicazioni o radiopropagazione La scelta delle frequenze radar utilizzate è operata sulla base dell'attenuazione del mezzo atmosferico, che varia da frequenza a frequenza e presenta picchi elevati in corrispondenza di determinate bande dello spettro elettromagnetico; di conseguenza verranno scelte quelle frequenze che ricadono all'interno delle cosiddette 'finestre trasmissive', tipicamente all'interno della banda delle microonde e onde radio, praticamente libera da assorbimento, suddivisa poi tra le varie applicazioni radar.
I nomi delle bande delle frequenze operative hanno avuto origine in alcuni casi da nomi in codice in uso durante la Seconda guerra mondiale e sono ancora in uso sia negli ambienti civili sia in quelli militari in tutto il mondo. Sono stati adottati negli Stati Uniti dall'IEEE, e in ambito internazionale dall'ITU. La maggior parte dei paesi ha dei regolamenti che stabiliscono quali segmenti di ciascuna banda sono utilizzabili e per quali usi.
Gli altri utenti dello spettro di frequenze radio, come la trasmissione e le contromisure elettroniche (ECM), hanno invece sostituito le designazioni provenienti dagli ambienti militari con propri sistemi.
| Nome della Banda | Frequenza      | Lunghezza d'onda | Note |
| ---------------- | -------------- | ---------------- | --- |
| P                | 230 - 1000 MHz | 130 – 30 cm      | "P" per previous, utilizzate per sorveglianza a lungo e lunghissimo raggio al di là della linea dell'orizzonte e per controllo balistico |
| L                | 1 - 2 GHz      | 30 - 15 cm       | controllo del traffico aereo a lungo raggio e sorveglianza; "L" per long, onde lunghe |
| S                | 2 – 4 GHz      | 15 - 7,5 cm      | controllo del traffico aereo a medio e corto raggio, situazione del tempo a lungo raggio; "S" per short, onde corte |
| C                | 4 – 8 GHz      | 7,5 - 3,75 cm    | un compromesso (banda "C") tra le bande X e S; radar multifunzionali navali; situazione meteorologica |
| X                | 8 – 12 GHz     | 3,75 - 2,4 cm    | puntamento missili, orientamento, radar multifunzionali terrestri, impieghi marittimi, situazione del tempo; negli USA il segmento 10,525 GHz ± 25 MHz è utilizzato negli aeroporti. |
| Ku               | 12 – 18 GHz    | 2,4 - 1,67 cm    | creazione di mappe ad alta risoluzione, altimetria satellitare; frequenza subito sotto la banda K (under, quindi "u") |
| K                | 18 – 27 GHz    | 1,67 - 1,11 cm   | dal tedesco kurz, cioè "corto"; non utilizzabile se non per individuare le nuvole, perché assorbita dal vapore acqueo, Ku e Ka furono utilizzate per la sorveglianza |
| Ka               | 27 – 40 GHz    | 1,11 - 0,75 cm   | cartografia, impieghi a corto raggio, seeker missilistici, sorveglianza aeroportuale e traffico a terra; frequenza subito sopra la banda K (above, quindi "a") |
| mm               | 40 – 300 GHz   | 7,5 - 1 mm       | banda millimetrica, suddivisa come segue. I range di frequenza dipendono dalla grandezza della guida d'onda. A queste bande vengono assegnate lettere multiple a seconda del gruppo. Tale banda fu definita dalla Baytron, una compagnia che oggi non esiste più che definì le modalità di test. |
| V                | 40 – 75 GHz    | 7,5 – 4 mm       | |
| W                | 75 – 110 GHz   | 4 - 2,7 mm       | |

| Nome della sottobanda | Frequenza    |
| --------------------- | ------------ |
| L                     | 1 - 2 GHz    |
| S                     | 2 – 4 GHz    |
| C                     | 4 – 8 GHz    |
| X                     | 8 – 12 GHz   |
| Ku                    | 12 – 18 GHz  |
| K                     | 18 – 27 GHz  |
| Ka                    | 27 – 40 GHz  |
| V                     | 40 – 75 GHz  |
| W                     | 75 – 110 GHz |

| vecchia denominazione | vecchia denominazione |  | nuova denominazione | nuova denominazione |
| --------------------- | --------------------- |  | ------------------- | ------------------- |
| Designazione          | Frequenza             |  | Designazione        | Frequenza           |
|                       |                       |  | A                   | 100 - 200 MHz       |

### Funzionamento

Principio di funzionamento

A differenza di un sistema di telecomunicazioni il radar non deve trasmettere/emettere alcuna informazione se non l'impulso o l'onda continua non modulata necessaria per il backscattering e la rilevazione.
A determinati intervalli regolari di periodo T (PRT) il trasmettitore emette un impulso a radiofrequenza che viene trasmesso nello spazio da un'antenna fortemente direzionale (almeno nel piano parallelo al suolo, il cosiddetto piano degli azimuth). Quando le onde radio trasmesse colpiscono un oggetto vengono riflesse in tutte le direzioni: il segnale reirradiato all'indietro verso la direzione di provenienza genera quindi un'eco o replica fedele del segnale trasmesso a meno di un'attenuazione (dovuta alla propagazione elettromagnetica in mezzo attenuativo come l'atmosfera) e di uno sfasamento temporale subendo anche un leggero cambio di frequenza se il bersaglio è in movimento radiale rispetto all'antenna ricevente (Effetto Doppler). Se il radar deve avere una copertura a 360 gradi in azimuth l'antenna radar è montata su un giunto rotante che consente la scansione completa della porzione di atmosfera almeno entro i limiti dell'ampiezza del fascio di antenna.
Il segnale di ritorno, sebbene sia in genere molto debole, può essere amplificato con dispositivi elettronici e a mezzo di particolari geometrie delle antenne riceventi. In questo modo, il radar è in grado di identificare oggetti per i quali altri tipi di emissioni come il suono o la luce visibile non risulterebbero efficaci. Subito dopo l'emissione dell'impulso elettromagnetico la stessa antenna trasmittente viene collegata tramite duplexer ad un ricevitore sensibilissimo che resta in ascolto dell'eventuale eco riflessa (backscattering). Se è presente un bersaglio l'impulso trasmesso riflesso ritorna quindi all'antenna venendo elaborato dal ricevitore. Misurando il tempo che intercorre tra la trasmissione dell'impulso ed il ritorno dell'eco è possibile stabilire la distanza a cui si trova il bersaglio, dato che la velocità a cui si propaga l'impulso elettromagnetico è nota essendo pari alla velocità della luce.
In pratica si ha:
{\displaystyle D={{299\ 792{,}458\cdot s} \over {2}}}
dove:
- D è la distanza del bersaglio espressa in km;
- 299 792,458 è il numero di chilometri percorsi in un secondo muovendosi alla velocità della luce;
- s è il numero di secondi impiegati dall'impulso per raggiungere il bersaglio e tornare all'antenna.

Tale misura è detta misura in distanza radar.

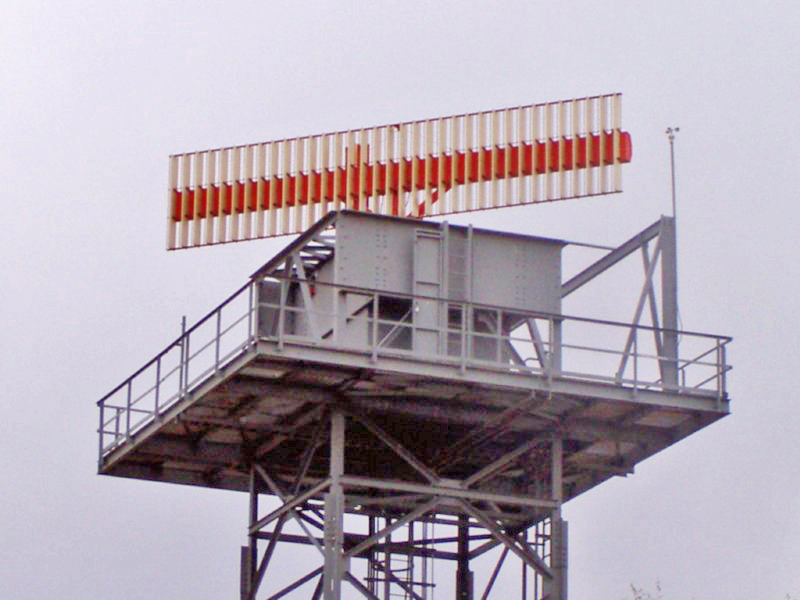
Radar secondario di sorveglianza

Dato che la velocità della luce nell'aria vale circa 300 000 km/s (300 m/us), il tempo di ritorno dell'eco è quindi di circa 6,67 microsecondi per kilometro di distanza dell'oggetto.
Il tempo di commutazione dell'antenna deve essere ovviamente il più piccolo possibile, tuttavia è la durata dell'impulso trasmesso che determina la distanza minima a cui il radar può rilevare oggetti. Infatti il ricevitore non può essere azionato finché non viene spento il trasmettitore. Gli intervalli di emissione del trasmettitore determinano la cosiddetta portata strumentale, cioè la distanza massima a cui un determinato modello di radar può rilevare oggetti. La reale distanza alla quale è possibile rilevare bersagli è in realtà legata, tramite l'equazione del radar (vedi oltre), alle potenze in gioco ed a tutta un'altra serie di fattori quali la rumorosità intrinseca del ricevitore, la sua sensibilità e l'ambiente che disturba la ricezione con il fenomeno del clutter.
I dati combinati dell'orientamento dell'antenna all'atto dell'emissione dell'impulso e del tempo di eco del segnale forniscono la posizione di un oggetto nel campo di rilevamento del radar; la differenza fra due rilevamenti successivi (o lo spostamento in frequenza doppler in un singolo rilevamento, nei modelli più recenti) determina velocità e direzione del moto dell'oggetto rilevato. Sullo stesso principio applicato in modo diverso (antenna che si muove verticalmente) si basano i radar di scoperta aerea, mentre i radar per sistemi di guida missili sono quasi sempre radar Doppler in grado di discriminare, dallo spostamento di frequenza dell'eco, i bersagli in movimento dal terreno.
Si definiscono poi:
- risoluzione in distanza la distanza radiale minima tra due target per la rilevazione distinta di entrambi e pari a Rmin = c × τ/2 con τ durata del singolo impulso; per aumentare la risoluzione ovvero diminuire Rmin è possibile ricorrere a tecniche di compressione dell'impulso.
- distanza massima non ambigua Rmax = c × PRT/2 = cT/2 con T periodo di ripetizione del treno di impulsi, la distanza massima per la quale un'eco di ritorno può essere univocamente associato al rispettivo impulso trasmesso e non al successivo.
- tempo di persistenza del fascio radar sul target la durata temporale in cui il fascio radar ruotante colpisce costantemente un target fisso e pari dunque al rapporto tra ampiezza in azimuth del fascio e velocità angolare di scansione del fascio stesso.

In generale le capacità di copertura spaziale del radar dipendono dal fascio d'antenna: un fascio di tipo pencil beam è stretto sia in larghezza che in altezza, un fascio fan beam invece è stretto in larghezza, ma ampio in altezza ed è usato ad esempio nel controllo del traffico aereo.

#### Equazione radar

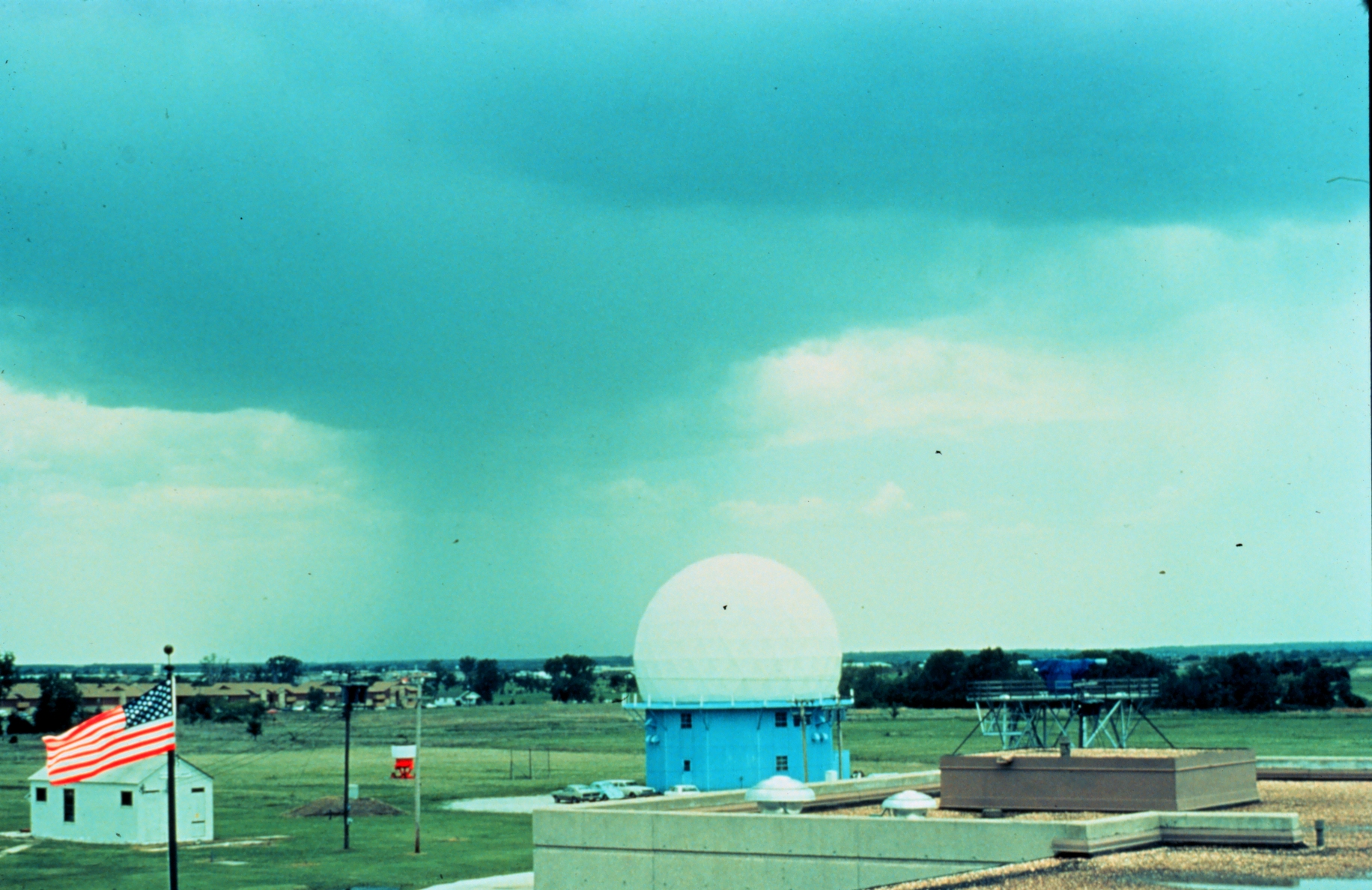
Radar meteorologico

Nel caso di bersaglio singolo, la quantità di potenza Pr che ritorna all'antenna ricevente è data dall'equazione del radar che altro non è che l'equazione del bilancio di radiocollegamento applicata ad un sistema radar:
{\displaystyle P_{r}={{P_{t}G_{t}A_{r}\sigma } \over {{(4\pi )}^{2}R_{t}^{2}R_{r}^{2}L}}}
dove
- Pt = potenza del trasmettitore,
- Gt = guadagno dell'antenna del trasmettitore,
- Ar = area equivalente di antenna del ricevitore,
- σ = superficie equivalente dell'oggetto o funzione trasversa di scattering (RCS); nel caso generale di target in moto essa rappresenta il valor medio nel tempo essendo essa propriamente una grandezza aleatoria nel tempo (processo aleatorio) a causa della continua variazione di assetto dell'oggetto. Ne consegue che anche la potenza ricevuta Pr a rigore fluttua nel tempo in maniera aleatoria se il bersaglio cambia il suo assetto.
- Rt = distanza del trasmettitore dall'oggetto,
- Rr = distanza dell'oggetto dal ricevitore.
- L = perdite di attenuazione del mezzo atmosferico, dell'antenna e della catena ricevente.

Nel caso più comune, in cui l'antenna trasmittente e quella ricevente coincidono fisicamente (radar monostatico), si hanno alcune semplificazioni:
Rt = Rr e quindi Rt² Rr² può essere sostituito da R4, dove R è la distanza dall'apparato radar all'oggetto; Inoltre {\displaystyle G_{t}=G_{r}={\frac {4\pi }{\lambda ^{2}}}A} con {\displaystyle A=A_{t}=A_{r}}, da cui:
{\displaystyle P_{r}={{P_{t}{G_{t}}^{2}\lambda ^{2}\sigma } \over {{(4\pi )}^{3}R^{4}L}}}
La formula mostra come la potenza dell'onda riflessa diminuisce con la quarta potenza della distanza, quindi l'entità del segnale ricevuto è veramente esigua, a fronte di una potenza trasmessa tipicamente elevata fino all'ordine dei Megawatt nel picco dell'impulso trasmesso.
In generale la riflettanza radar ovvero il coefficiente  {\displaystyle \!\sigma } dipende oltre che dall'area e dall'angolo di vista dell'oggetto anche dalla sua rugosità (una superficie liscia scattera meno di una rugosa) e dalla permittività elettrica del materiale scatterante.

#### Portata del radar

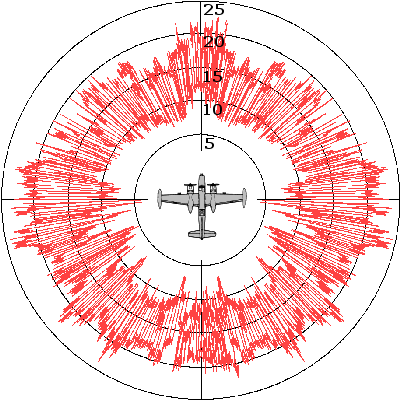
Diagramma di una sezione radar equivalente

Invertendo rispetto a R il link budget iniziale per un livello minimo di potenza prefissata ricevibile Pmin dal ricevitore si ottiene una stima iniziale della massima portata radar Rmax.
{\displaystyle R_{\mathrm {max} }=\left[{{P_{t}{G_{t}}^{2}\lambda ^{2}\sigma } \over {{(4\pi )}^{3}P_{r}L}}\right]^{0{,}25}}
La portata reale/effettiva sarà poi influenzata da altri fenomeni Aleatori che influiscono sulla radiopropagazione del segnale in atmosfera, come le turbolenze e i disturbi esterni, oltre che dal rumore del ricevitore e in ultima analisi essa avrà quindi un significato prettamente statistico che si ripercuote sulla rilevazione ovvero nell'elaborazione in termini di criteri di decisione statistici.
Altro parametro fondamentale è la massima portata radar non ambigua ovvero la massima portata per cui l'eco ricevuta può essere univocamente associata all'impulso inizialmente trasmesso e non al successivo, nel caso di radar ad impulsi.

#### Attenuazione
Sono fonti di attenuazione o perdita di potenza del segnale di eco ricevuto, oltre all'attenuazione del mezzo atmosferico dovuto alle risonanze di ossigeno e anidride carbonica, l'attenuazione dovuta alle perdite ohmiche dell'antenna e agli elementi della catena di ricezione quale i tratti di guida d'onda e il duplexer. Esse compaiono al denominatore dell'equazione del radar e della formula della portata massima.

#### Rumore

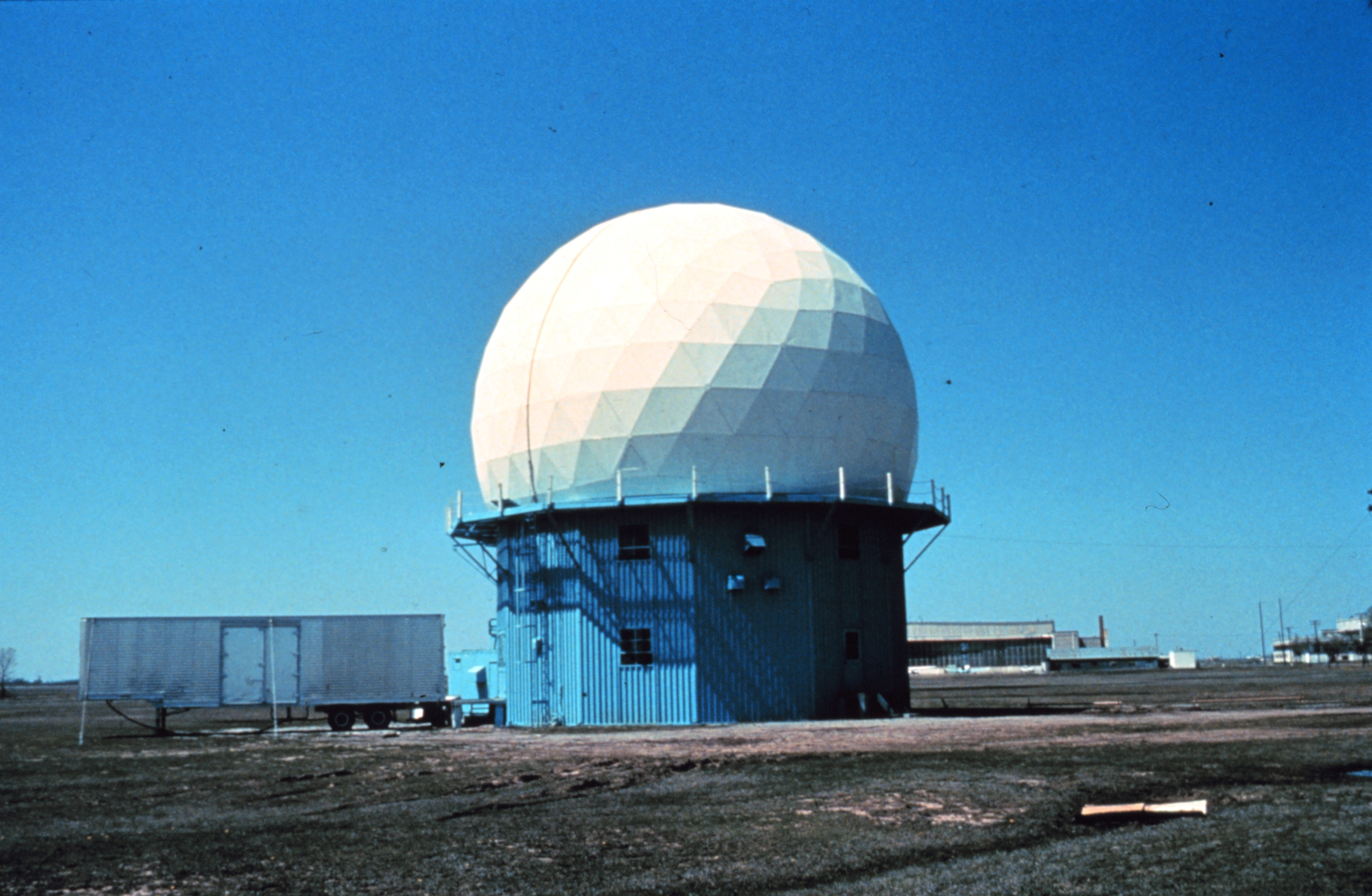
Radar Doppler

Tipicamente sono fonti di rumore del segnale o eco di ritorno di rilevazione del target ogni contributo di rumore termico degli elementi elettronici costituenti la catena ricevente: la guida d'onda, il duplexer, l'amplificatore a basso rumore (LNA) caratterizzabili da una cifra di rumore cui si aggiunge il rumore d'antenna per effetto del rumore termico atmosferico, cosmico (diretto o indiretto di background) e del terreno che essa può captare in funzione del suo puntamento.

#### Disturbi
Oltre al rumore sono fonte di disturbo il cosiddetto clutter o disturbo dovuto alla presenza di oggetti fissi (clutter fisso) o anche mobili (clutter mobile) indesiderati durante la radiopropagazione del segnale.
Attenuazione, rumore e disturbi sono fonte di degradazione del rapporto segnale/rumore che si ripercuote inevitabilmente sulle procedure di rilevazione.

#### Multipath
Come in ogni altra applicazione di radiocomunicazione anche il radar è soggetto agli effetti indesiderati del multipath fading ovvero all'interferenza costruttiva o distruttiva in ricezione di più onde viaggianti dovuta ai differenti percorsi che esse subiscono in propagazione nel percorso dal radar al target e ritorno. Questi effetti variano in funzione dell'altezza altimetrica dal terreno sottostante e dell'angolo di elevazione del radar rispetto alla superficie terrestre e causano dunque fading (attenuazione) della potenza ricevuta che si ripercuote inevitabilmente sui parametri di posizione del target (distanza) e sulla portata massima del radar.

#### Orizzonte radar

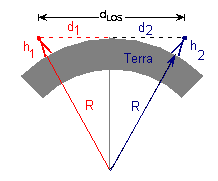
Linea di vista

L'orizzonte radar ovvero il tragitto massimo della cosiddetta linea di vista tra radar e target è naturalmente limitato dalla curvatura terrestre sebbene siano possibili forme di radiopropagazione radar che sfruttano la propagazione per onda di terra, la propagazione ionosferica e la propagazione per effetto condotto.

#### Rilevazione radar

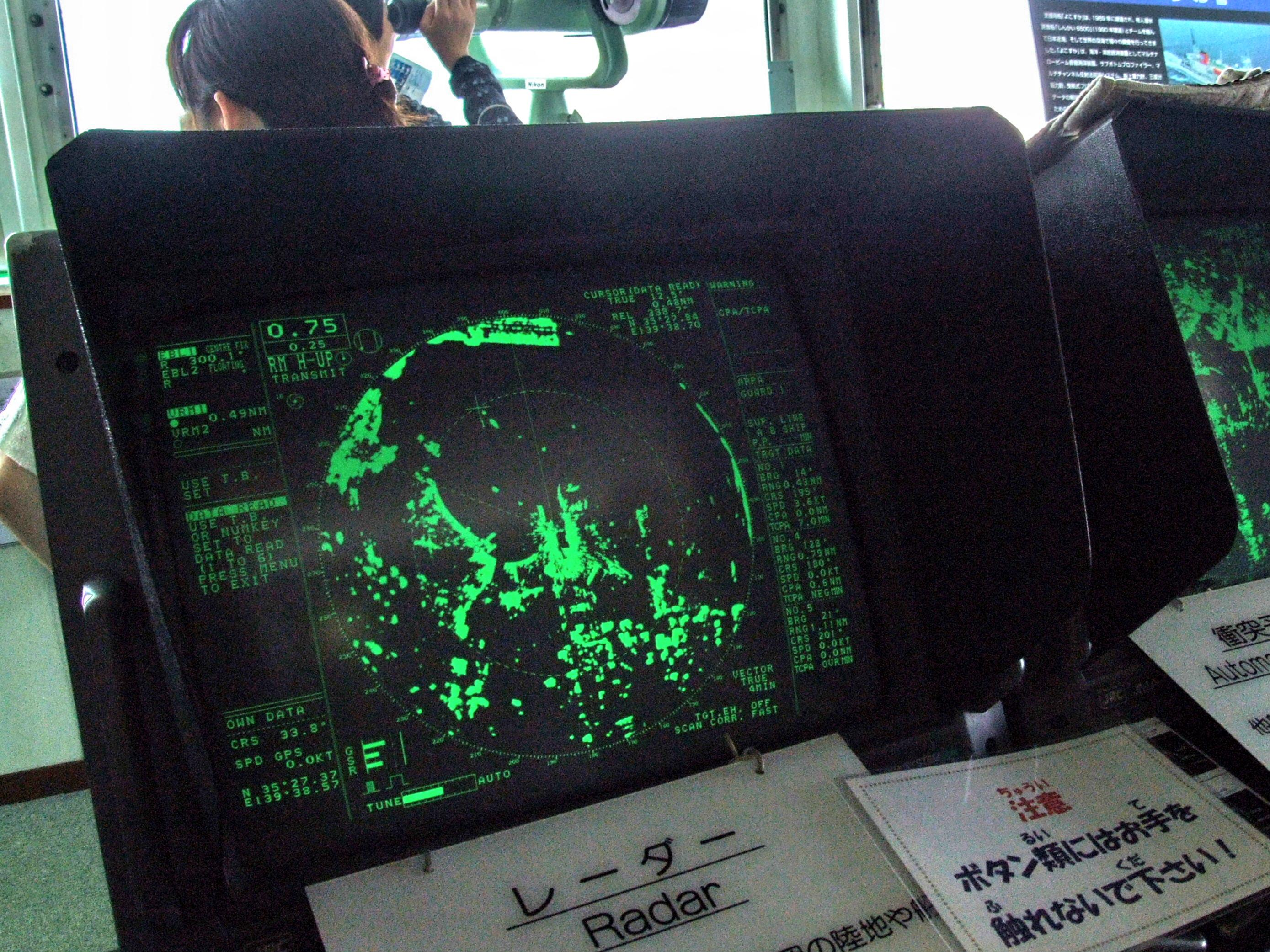
Schermo di ricezione e visualizzazione del segnale radar retro-riflesso (visore)

A causa della già menzionata aleatorietà della radiopropagazione del segnale con presenza di fading, rumori esterni e interni al ricevitore, e quindi della possibilità di mancate rilevazioni (falso negativo) o falsi allarmi (falso positivo), le procedure di elaborazione del segnale ricevuto per la rilevazione di un bersaglio appartengono in ultima analisi alla teoria della decisione statistica, come peraltro accade anche nelle telecomunicazioni con i sistemi di comunicazione numerici per la presenza stessa di rumore nel canale trasmissivo e nel ricevitore.
In particolare si definiscono al riguardo le grandezze di natura tipicamente probabilistica quali la probabilità di corretta rilevazione (Pc tipicamente fissata a valori intorno a 0,9), probabilità di mancata rilevazione (complemento ad uno di Pc) e probabilità di falso allarme (tipicamente fissata a valori intorno a 10−6).
In particolare il segnale ricevuto dal radar dopo la trasmissione dovrà essere sottoposto ad un'elaborazione, tramite un particolare 'criterio di decisione statistica' (ad esempio il criterio di Neymann-Pearson oppure il criterio di massimizzazione del rapporto segnale/rumore), tesa a massimizzare il rapporto segnale/disturbo e successivamente decidere sulla presenza o meno del bersaglio tramite il confronto con una soglia minima di potenza prefissata. Quest'elaborazione ottima viene realizzata con un apposito elaboratore tempo-discreto o filtro digitale oppure un filtro adattato analogico che per questo è detto ottimo.
Per aumentare il rapporto segnale rumore è possibile implementare la cosiddetta integrazione degli impulsi ovvero la somma sotto forma di inviluppo degli impulsi che colpiscono il target nel tempo di persistenza del fascio radar sul target stesso. Per l'eliminazione, parziale o totale, del disturbo (clutter) è possibile utilizzare un elaboratore MTI (Moving Target Indicator) oppure MTD (Moving Target Detector) basati sulla cancellazione dell'eco del disturbo fisso/mobile tra due o più rilevazioni. Per aumentare la risoluzione spaziale è possibile inoltre adottare tecniche di compressione dell'impulso.

## Applicazioni

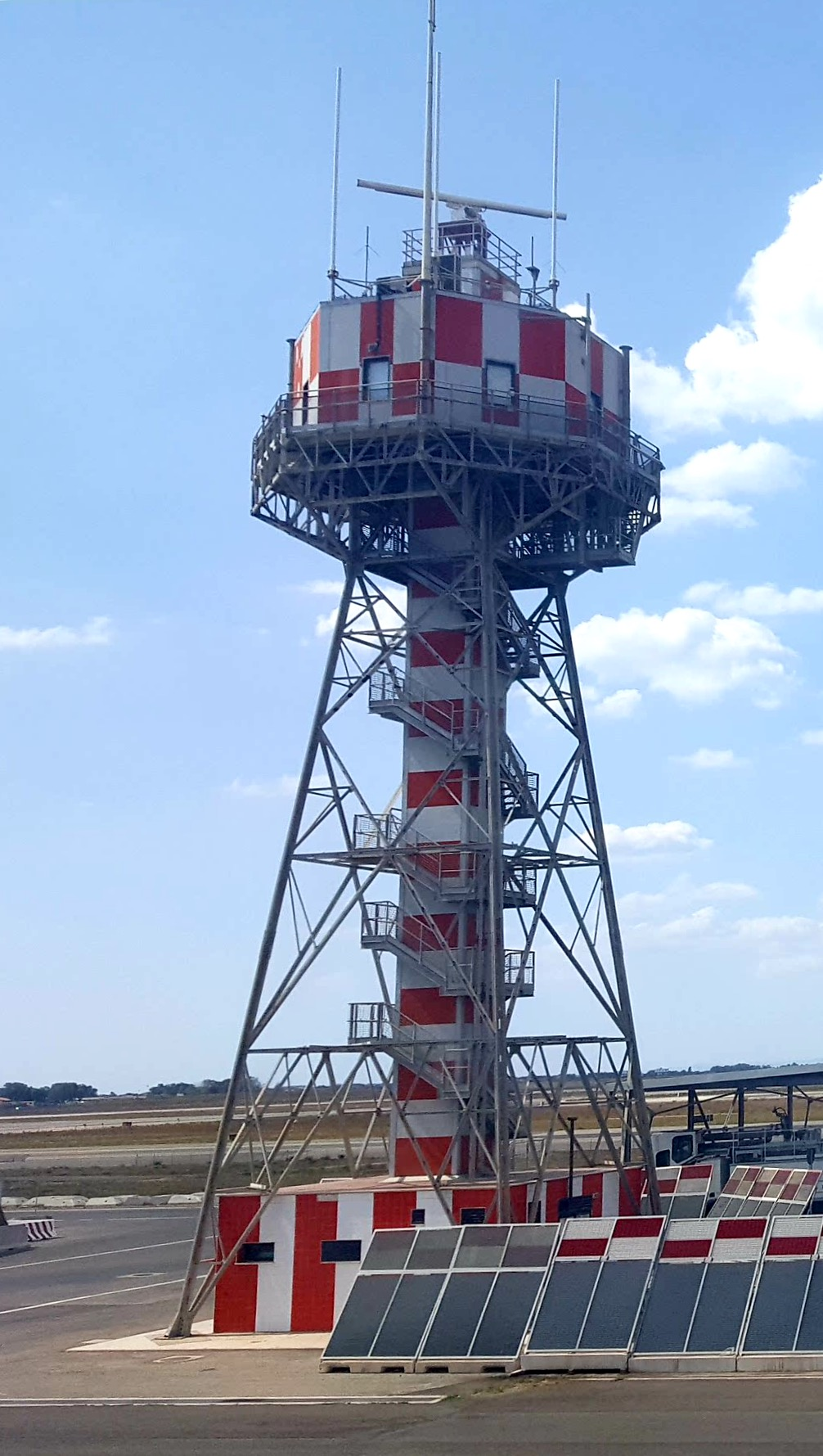
Uno dei radar di terra dell'Aeroporto di Roma-Fiumicino. Il sistema ENAV è deputato a controllare dalla torre di controllo i movimenti a terra degli aeromobili e dei veicoli.

Dal punto di vista della destinazione d'uso si hanno radar per applicazioni terrestri quali il controllo del traffico aereo e navale in campo civile (radar di sorveglianza o avvistamento) e militare (radar da inseguimento, Radar warning receiver), radar montati su aerei civili e militari come supporto al volo o per scopi di pattugliamento aereo, radar meteorologici per la rilevazione delle idrometeore e delle turbolenze in tempo reale su un territorio (nowcasting tramite SODAR); radar satellitari o aviotrasportati per applicazioni di telerilevamento (misurando molti parametri fisico-ambientali) quali, ad esempio, il SAR o il Lidar, che differisce dal radar (di cui imita il nome) perché usa luce infrarossa, visibile o ultravioletta emessa da laser, anziché onde radio; infine il radar è utilizzato anche per usi di polizia con la misura della velocità di autoveicoli e motoveicoli e la misura di velocità nelle competizioni sportive. In base alla posizione del radar sulla superficie terrestre si parla di radar di terra, radar di mare o radar aereo.

## Contromisure elettroniche e meccaniche
In campo militare è diventato ormai fondamentale eludere, accecare o comunque ingannare i radar nemici e impedire che il nemico faccia lo stesso: la cosiddetta guerra elettronica. Tra le prime tecniche impiegate storicamente, vi fu l'emissione di «false eco» da parte del veicolo attaccante, cioè l'emissione di impulsi radio della stessa frequenza e fase ma anticipati, in modo da far sembrare il veicolo più grande e vicino di quanto non fosse; un'evoluzione di questa tecnica permetteva di far apparire falsi bersagli multipli sugli schermi radar, allineati lungo la radiale.
L'insieme di queste e delle successive più evolute tecniche prende il nome di radar jamming. I radar militari di oggi non sono più vulnerabili a tecniche "ingenue" come quella descritta, perché adottano sistemi di protezione detti in inglese Electronic Protection (EP) o con precedente terminologia ECCM - Electronic Counter Countermeasures - e EPM - Electronic Protective Measures. Tra questi la trasmissione con salti di frequenza (in inglese frequency-hopping) o le tecniche di marcatura dell'impulso, per riconoscere meglio gli echi corretti da quelli contraffatti.
Infine come contromisure tecniche meccaniche non elettroniche sono da menzionare, sempre in ambito militare, le tecnologie degli aerei militari 'invisibili' (tecnologia Stealth) le quali cercano di minimizzare la quantità di radiazione riflessa verso il radar nemico attraverso l'uso di particolari materiali e/o vernici assorbenti non riflettenti o forme geometriche del velivolo altrettanto specifiche ovvero agendo sulla superficie equivalente dell'oggetto scatterante {\displaystyle \!\sigma }.

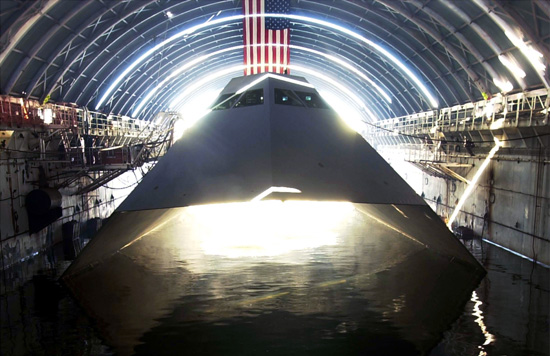
Nave Stealth

## Effetto Frey
L'"effetto Frey" scoperto da Allan Frey nel 1960 alla Cornell University consiste in un "rumore" dei radar che non si sente attraverso le orecchie ma direttamente dal cervello. La scoperta parte dalla segnalazione di un radarista che ad un convegno gli rivela di sentir provenire dal radar un brusio, direttamente nella testa, ma non viene creduto da nessuno. Frey indaga e comincia a fare esperimenti prima con volontari con le orecchie tappate e poi con persone sorde, scoprendo che le radiazioni elettromagnetiche interagiscono con le cellule neurali generando piccoli campi elettrici.
Questo effetto fu poi adoperato in campo militare per prototipi di armi non convenzionali in progetti come Mk-Ultra.

## Precauzioni sanitarie
Gli impianti radar sono soggetti a normative di carattere sanitario volte a prevenire sia malattie professionali agli operatori sia di carattere protezionistico dalle onde elettromagnetiche sulla popolazione in generale.